# El baile de la Victoria
El baile de la Victoria es una película dirigida por Fernando Trueba de producción española aunque rodada en Chile, adaptación de la novela homónima, premio Planeta 2003, de Antonio Skármeta. Fue seleccionada por la Academia de cine para representar a España en los Premios Óscar de 2009.
Con la llegada de la democracia, el presidente de Chile decreta una amnistía general para todos los presos sin delitos de sangre.
Entre ellos se encuentran el joven Ángel Santiago (Abel Ayala) y el veterano Vergara Grey (Ricardo Darín), un famoso ladrón de cajas fuertes.
Sus planes no pueden ser más opuestos. Mientras Vergara Grey sólo quiere recuperar a su familia y cambiar de vida, Ángel sueña con vengarse del alcaide de la prisión y dar un gran golpe.
Pero en su camino se cruza la joven Victoria (Miranda Bodenhöfer); las vidas de los tres sufren un cambio total que les llevará a enfrentarse con un nuevo destino.

## Palmarés cinematográfico
XXIV edición de los Premios Goya
| Categoría                     | Persona                                            | Resultado  |
| ----------------------------- | -------------------------------------------------- | ---------- |
| Mejor película                | Mejor película                                     | Candidata  |
| Mejor director                | Fernando Trueba                                    | Candidato  |
| Mejor actor de reparto        | Ricardo Darín                                      | Candidato  |
| Mejor guion adaptado          | Fernando Trueba Jonás Trueba Antonio Skármeta      | Candidatos |
| Mejor montaje                 | Carmen Frías                                       | Candidata  |
| Mejor dirección artística     | Verónica Astudillo                                 | Candidata  |
| Mejor dirección de producción | Eduardo Castro                                     | Candidato  |
| Mejor diseño de vestuario     | Lala Huete                                         | Candidata  |
| Mejor sonido                  | Pierre Gamet Nacho Royo-Villanova Pelayo Gutiérrez | Candidatos |